# أيهم (اسم)
قالب:٢٠٢٥ الايهم
أيهم هو اسم علم شخصي مذكر عربي، معناه الشامخ من الجبال أو الجرئ أو الحجر الأملس أو الجبل المرتفع أو النور.

## الشخصيات
- أيهم السامرائي سياسي عراقي
- أيهم أحمد عازف بيانو سوري
- أيهم محمود العباد شاعر عراقي
- أيهم أوسو لاعب كرة قدم سوري
- أيهم عرسان مخرج وكاتب سيناريو سينمائي تلفزيوني سوري